# Neoeklektikus stílusú épületek Magyarországon
Az alábbi lista a két világháború közötti időszakban (1918–1945), neoeklektikus stílusban épült magyarországi épületeket gyűjti össze alkotók szerint. Az információk hiánya miatt a lista nem tekinthető teljesnek.

## Máshol, építészek alapján

### Árkay Aladár
| Kép | Név       | Helyszín                 | Építés ideje | Stílusirányzat | Megjegyzés |
| --- | --------- | ------------------------ | ------------ | -------------- | ---------- |
|     | Városháza | Mohács, Széchenyi tér 1. | 1924–1926    | eklektikus     |            |

### Baumhorn Lipót
| Kép | Név                      | Helyszín                            | Építés ideje | Stílusirányzat | Megjegyzés                                                             |
| --- | ------------------------ | ----------------------------------- | ------------ | -------------- | ---------------------------------------------------------------------- |
|     | Nyíregyházi új zsinagóga | Nyíregyháza, Mártírok tere 6.       | 1924–1932    | eklektikus     |                                                                        |
|     | Gyöngyösi zsinagóga      | Gyöngyös, Kőrösi Csoma Sándor u. 4. | 1929–1931    | eklektikus     | Baumhorn veje, Somogyi György is részt vett a tervezési munkálatokban. |

### Bierbauer István
| Kép | Név         | Helyszín                             | Építés ideje | Stílusirányzat | Megjegyzés                                        |
| --- | ----------- | ------------------------------------ | ------------ | -------------- | ------------------------------------------------- |
|     | Postapalota | Kaposvár, Bajcsy-Zsilinszky utca 15. | 1924–1925    | eklektikus     | Borbiró Virgillel és Müller Pállal közös alkotás. |

### Bory Jenő
| Kép | Név      | Helyszín                       | Építés ideje | Stílusirányzat | Megjegyzés                                                                             |
| --- | -------- | ------------------------------ | ------------ | -------------- | -------------------------------------------------------------------------------------- |
|     | Bory-vár | Székesfehérvár, Máriavölgy 54. | 1923–1964    | neoromán       | A vár építése 41 éven át húzódott, jócskán a neoeklektikus korszak után fejeződött be. |

### Exler JenőésZobel Lajos
| Kép | Név             | Helyszín               | Építés ideje | Stílusirányzat | Megjegyzés                                                      |
| --- | --------------- | ---------------------- | ------------ | -------------- | --------------------------------------------------------------- |
|     | Pénzügyi Palota | Sopron, Erzsébet u. 9. | 1924–1925    | neoromán       | Ma: Soproni Egyetem Lámfalussy Sándor Közgazdaságtudományi Kar. |

### Fábián Gáspár
| Kép | Név                                                         | Helyszín                               | Építés ideje | Stílusirányzat  | Megjegyzés |
| --- | ----------------------------------------------------------- | -------------------------------------- | ------------ | --------------- | ---------- |
|     | Felsőgödi Jézus Szíve templom                               | Göd, Bozóky Gyula tér                  | 1924         | neoromán        |            |
|     | Balatonfüredi Krisztus Király-templom                       | Balatonfüred, Szent István tér 2.      | 1927         | neoromán        |            |
|     | Szent Mór Kollégium                                         | Pécs                                   | 1929         | neoromán        |            |
|     | Prohászka Ottokár-emléktemplom                              | Székesfehérvár, Prohászka Ottokár utca | 1929–1933    | neoklasszicista |            |
|     | Szent Imre templom                                          | Badacsonytomaj, Hősök tere 1.          | 1930–1932    | neoromán        |            |
|     | Székesfehérvári Teleki Blanka Gimnázium és Általános Iskola | Székesfehérvár, Budai út 7.            | 1931–1932    | neobarokk       |            |
|     | Szolnok–Újvárosi Szentlélek-templom                         | Szolnok, Temető utca 8/A.              | 1934–1937    | neoreneszánsz   |            |
|     | Hódmezővásárhelyi Szent István templom                      | Hódmezővásárhely, Szent István tér 4.  | 1937         | neoromán        |            |
|     | Szentesi Jézus szíve templom                                | Szentes, Jókai utca 104.               | 1943         | neoromán        |            |

### Fleischl Róbert
| Kép | Név                                   | Helyszín                             | Építés ideje | Stílusirányzat   | Megjegyzés           |
| --- | ------------------------------------- | ------------------------------------ | ------------ | ---------------- | -------------------- |
|     | DOSZÉN Rt. volt igazgatósági épülete  | Dorog, Hantken Miksa utca 8          | 1920–1922    | neoklasszicista? | ma: Intézmények Háza |
|     | Salgótarjáni Kőszénbánya Rt. Székháza | Salgótarján, Bajcsy-Zsilinszky út 9. | 1923–1925    | neoklasszicista? |                      |
|     | József Attila Művelődési Ház          | Dorog, Otthon tér 1.                 | 1923–1928    | neoklasszicista? |                      |

### Foerk Ernő
| Kép | Név                                       | Helyszín                    | Építés ideje | Stílusirányzat | Megjegyzés |
| --- | ----------------------------------------- | --------------------------- | ------------ | -------------- | --- |
|     | Fogadalmi templom                         | Szeged, Dóm tér 15.         | 1913–1930    | neoromán       | Schulek Frigyes terveit Foerk jelentős mértékben átdolgozta. A templom építése az I. világháború miatt húzódott el. 81 méteres magasságával az ország 5. legmagasabb temploma, egyben Magyarország egyetlen 20. században épült székesegyháza. |
|     | Szombathelyi Szent Kvirin szalézi templom | Szombathely, Szalézi tér 7. | 1932–1933    | neoromán       | |

### Friedrich Loránd
| Kép | Név                            | Helyszín                           | Építés ideje | Stílusirányzat  | Megjegyzés |
| --- | ------------------------------ | ---------------------------------- | ------------ | --------------- | ---------- |
|     | Szekszárdi evangélikus templom | Szekszárd, Bajcsy-Zsilinszky u. 2. | 1928         | neoklasszicista |            |

### Gerey Ernő
| Kép | Név                          | Helyszín                  | Építés ideje | Stílusirányzat              | Megjegyzés |
| --- | ---------------------------- | ------------------------- | ------------ | --------------------------- | ---------- |
|     | Szolnoki evangélikus templom | Szolnok, Verseghy park 7. | 1932         | neoreneszánsz és neogótikus |            |

### Goll ElemérésGyenes Lajos
| Kép | Név         | Helyszín                             | Építés ideje | Stílusirányzat | Megjegyzés |
| --- | ----------- | ------------------------------------ | ------------ | -------------- | ---------- |
|     | Postapalota | Postapalota, Nagykanizsa, Ady u. 10. | 1921–1924    | ?              |            |

### Györgyi Dénes
| Kép | Név             | Helyszín                  | Építés ideje | Stílusirányzat | Megjegyzés                                    |
| --- | --------------- | ------------------------- | ------------ | -------------- | --------------------------------------------- |
|     | Déri Múzeum,    | Debrecen, Déri tér 1.     | 1923–1929    | neobarokk      | A munkálatokban Münnich Aladár is részt vett. |
|     | Balatoni Múzeum | Keszthely, Múzeum utca 2. | 1925–1928    | neobarokk      |                                               |

### Hübner Tibor
| Kép | Név                   | Helyszín                       | Építés ideje | Stílusirányzat | Megjegyzés |
| --- | --------------------- | ------------------------------ | ------------ | -------------- | ---------- |
|     | Nemzeti Bank Székháza | Szombathely, Széll Kálmán utca | 1929         | neobarokk      |            |

### Hübschl Kálmán
| Kép | Név                     | Helyszín                         | Építés ideje | Stílusirányzat | Megjegyzés |
| --- | ----------------------- | -------------------------------- | ------------ | -------------- | ---------- |
|     | Váci Dunakanyar Színház | Vác, Dr. Csányi László körút 58. | 1927         | neobarokk      |            |

### Jakabffy Zoltán
| Kép | Név         | Helyszín                      | Építés ideje | Stílusirányzat | Megjegyzés |
| --- | ----------- | ----------------------------- | ------------ | -------------- | ---------- |
|     | Régi kórház | Zalaegerszeg, Ispotály köz 2. | 1925–1927    | neobarokk      |            |

### Jendrassik Alfréd
| Kép | Név                       | Helyszín  | Építés ideje | Stílusirányzat   | Megjegyzés                     |
| --- | ------------------------- | --------- | ------------ | ---------------- | ------------------------------ |
|     | Mátrai Állami Szanatórium | Mátraháza | 1927–1931    | neoklasszicista? | ma: Mátrai Állami Gyógyintézet |

### Kalin Ferenc
| Kép | Név                   | Helyszín                      | Építés ideje | Stílusirányzat | Megjegyzés |
| --- | --------------------- | ----------------------------- | ------------ | -------------- | ---------- |
|     | Halasy–Horthy-kastély | Kenderes, Szent István út 27. | 1925         | neobarokk      |            |

### Kertész K. Róbert
| Kép | Név                                        | Helyszín                    | Építés ideje | Stílusirányzat | Megjegyzés                                                                                      |
| --- | ------------------------------------------ | --------------------------- | ------------ | -------------- | ----------------------------------------------------------------------------------------------- |
|     | Premontrei gimnázium, rendház és kollégium | Gödöllő, Páter Károly u. 1. | 1923–1929    | neobarokk      | Ma: Magyar Agrár- és Élettudományi Egyetem főépülete. Sváb Gyula is részt vett a munkálatokban. |

### Korb Flóris
| Kép | Név                               | Helyszín | Építés ideje | Stílusirányzat | Megjegyzés |
| --- | --------------------------------- | -------- | ------------ | -------------- | ---------- |
|     | Debreceni Egyetem központi épület | Debrecen | 1927–1930    | neobarokk      |            |

### Kotsis Iván
| Kép | Név                                | Helyszín                          | Építés ideje | Stílusirányzat            | Megjegyzés                       |
| --- | ---------------------------------- | --------------------------------- | ------------ | ------------------------- | -------------------------------- |
|     | Habsburg József főherceg kastélya  | Tihany                            | 1924         |                           |                                  |
|     | Ferences rendház és templom        | Zalaegerszeg                      | 1925–1927    | neobarokk                 |                                  |
|     | Magyar Biológiai Kutatóintézet     | Tihany, Klebelsberg Kuno u. 3.    | 1927         | neoreneszánsz             | Ma: Balatoni Limnológiai Intézet |
|     | Balassagyarmati Csendőrségi palota | Balassagyarmat, Ady Endre út 2.   | 1928         | neobarokk                 |                                  |
|     | Luther-udvar                       | Nyíregyháza, Szent István utca 1. | 1928         | neobarokk–neoklasszicista |                                  |

### Lux Kálmán
| Kép | Név          | Helyszín                               | Építés ideje | Stílusirányzat | Megjegyzés |
| --- | ------------ | -------------------------------------- | ------------ | -------------- | ---------- |
|     | Palotaszálló | Miskolc-Lillafüred, Erzsébet sétány 1. | 1925–1929    | neoreneszánsz  |            |

### Münnich Aladár
| Kép | Név          | Helyszín             | Építés ideje | Stílusirányzat   | Megjegyzés                    |
| --- | ------------ | -------------------- | ------------ | ---------------- | ----------------------------- |
|     | Vásárcsarnok | Miskolc, Búza tér 1. | 1924–1926    | neoklasszicista? | Wellisch Andorral közös munka |

### Nagy Károly
| Kép | Név                                                                                                  | Helyszín                    | Építés ideje | Stílusirányzat | Megjegyzés                                                            |
| --- | --- | --------------------------- | ------------ | -------------- | --------------------------------------------------------------------- |
|     | Debreceni Református Dóczy Leánynevelő Intézet (ma: Debreceni Református Kollégium Dóczy Gimnáziuma) | Debrecen, Kossuth u. 35-37. | 1925         | neoromán       | Tervei már 1914-ben készen voltak, de építése áthúzódott a korszakra. |

### Opaterny Flóris
| Kép | Név                     | Helyszín                | Építés ideje | Stílusirányzat | Megjegyzés |
| --- | ----------------------- | ----------------------- | ------------ | -------------- | ---------- |
|     | Hősök kapuja            | Kőszeg, Jurisics tér 6. | 1932         | neoeklektikus  |            |
|     | római katolikus templom | Izbég                   | 1937–1938    | neobarokk      |            |

### Orbán Ferenc
| Kép | Név          | Helyszín                 | Építés ideje | Stílusirányzat  | Megjegyzés          |
| --- | ------------ | ------------------------ | ------------ | --------------- | ------------------- |
|     | Járásbíróság | Hatvan                   | 1924         | neoklasszicista |                     |
|     | Járásbíróság | Hajdúböszörmény          | 1925–1927    | neoklasszicista |                     |
|     | Fogház       | Békéscsaba, Deák utca 2. | 1926         | neoklasszicista |                     |
|     | Járásbíróság | Békéscsaba, Deák utca 2. | 1926–1927    | neoklasszicista |                     |
|     | Járásbíróság | Debrecen, Petőfi tér     | 1928–1929    | neoklasszicista | 1944-ben elpusztult |
|     | Járásbíróság | Tapolca                  | 1929         | neoklasszicista |                     |
|     | Járásbíróság | Hajdúszoboszló           | n. a.        | neoklasszicista |                     |

### Óváry Artúr
| Kép | Név                                     | Helyszín               | Építés ideje | Stílusirányzat | Megjegyzés |
| --- | --------------------------------------- | ---------------------- | ------------ | -------------- | ---------- |
|     | Orgoványi Magyarok Nagyasszonya templom | Orgovány, Kossuth utca | 1942–1958    | neogót         |            |

### Pázmándy István
| Kép | Név                 | Helyszín                               | Építés ideje | Stílusirányzat | Megjegyzés |
| --- | ------------------- | -------------------------------------- | ------------ | -------------- | ---------- |
|     | Jézus szíve templom | Dunakeszi, Mindszenty József sétány 3. | 1942–1944    | neobarokk      |            |

### Petrovácz Gyula
| Kép | Név            | Helyszín                 | Építés ideje | Stílusirányzat | Megjegyzés |
| --- | -------------- | ------------------------ | ------------ | -------------- | ---------- |
|     | Hősök temploma | Kaposvár, Mindszenty tér | 1926–1927    | neoromán       |            |

### Rerrich Béla
| Kép | Név          | Helyszín                     | Építés ideje | Stílusirányzat | Megjegyzés                                                                                     |
| --- | ------------ | ---------------------------- | ------------ | -------------- | ---------------------------------------------------------------------------------------------- |
|     | Kultúrpalota | Karcag, Dózsa György út 5-7. | 1925–1926    | neobarokk?     | Ma: Déryné Kulturális, Turisztikai, Sport Központ és Könyvtár. Menyhért Miklóssal közös munka. |
|     | Postapalota  | Makó, Posta u. 7.            | 1928         | neobarokk?     |                                                                                                |

### Sándy Gyula
| Kép | Név                                   | Helyszín                           | Építés ideje | Stílusirányzat | Megjegyzés |
| --- | ------------------------------------- | ---------------------------------- | ------------ | -------------- | ---------- |
|     | Evangélikus templom                   | Kaposvár, Kossuth Lajos u. 39.     | 1928–1929    | eklektikus     |            |
|     | Evangélikus Hittudományi Kar          | Sopron                             | 1929         | neoreneszánsz  |            |
|     | Gödi evangélikus templom              | Göd, Luther Márton u. 5.           | 1929         | neoromán       |            |
|     | Székesfehérvári evangélikus templom   | Székesfehérvár, Szekfű Gyula u. 1. | 1930–1932    | neoromán       |            |
|     | Diósgyőr-vasgyári evangélikus templom | Miskolc, Lónyai Menyhért u. 8.     | 1935         | neoromán       |            |
|     | Hatvani evangélikus templom           | Hatvan, Híd u. 2.                  | 1935         | neoromán       |            |
|     | Monori evangélikus templom            | Monor, Bajza u.                    | 1938–1939    | neoromán       |            |
|     | Nádorvárosi evangélikus templom       | Győr, Baross Gábor u. 77/A         | 1940–1944    | neoromán       |            |

### Schulek János
| Kép | Név                | Helyszín               | Építés ideje | Stílusirányzat | Megjegyzés |
| --- | ------------------ | ---------------------- | ------------ | -------------- | ---------- |
|     | Református templom | Szada, Dózsa György út | 1928         | neobarokk      |            |

### Szeghalmy Bálint
| Kép | Név                | Helyszín                      | Építés ideje | Stílusirányzat | Megjegyzés |
| --- | ------------------ | ----------------------------- | ------------ | -------------- | ---------- |
|     | Kenderes városháza | Kenderes, Szent István út 56. | n. a.        | neobarokk      |            |

### Tichtl György
| Kép | Név                | Helyszín              | Építés ideje | Stílusirányzat | Megjegyzés                                                                      |
| --- | ------------------ | --------------------- | ------------ | -------------- | ------------------------------------------------------------------------------- |
|     | Posta, Szombathely | Budapest, Szombathely | 1921–1924    | neobarokk      | Tervei már 1913-ban elkészültek, kivitelezése az első világháború miatt késett. |
|     | Posta, Nagykanizsa | Nagykanizsa           | ?            | neobarokk      |                                                                                 |

### Tscheuke Hermann
| Kép | Név                   | Helyszín                           | Építés ideje | Stílusirányzat  | Megjegyzés |
| --- | --------------------- | ---------------------------------- | ------------ | --------------- | --- |
|     | Téli Gazdasági Iskola | Székesfehérvár, Szekfű Gyula u. 6. | 1928         | neoklasszicista | Ma: Arany János Óvoda, Általános Iskola, Szakiskola, Készségfejlesztő Iskola és Egységes Gyógypedagógiai Módszertani Intézmény. |

### Wälder Gyula
| Kép | Név                                                         | Helyszín                        | Építés ideje | Stílusirányzat  | Megjegyzés                                   |
| --- | ----------------------------------------------------------- | ------------------------------- | ------------ | --------------- | -------------------------------------------- |
|     | Kisvárdai Bessenyei György Gimnázium és Kollégium           | Miskolc, Bartók Béla tér 1.     | 1911–1929    | neoklasszicista | Építése elhúzódott az első világháború után. |
|     | lakóház                                                     | Budapest, Ugocsa u. 5.          | 1925         | neobarokk       |                                              |
|     | Korona (Park) szálló                                        | Eger                            | 1927         | neobarokk       |                                              |
|     | Deák Ferenc Római Katolikus Iskola                          | Eger                            | 1929         | neobarokk       |                                              |
|     | Siketnémák intézete                                         | Eger                            | 1928         | neobarokk       |                                              |
|     | Postaépület                                                 | Eger, Széchenyi utca 22.        | 1928         | neobarokk       |                                              |
|     | Zenepalota                                                  | Miskolc, Bartók Béla tér 1.     | 1926–1927    | neoklasszicista |                                              |
|     | Szent Antal-templom, a Főegyházmegyei papi szociális otthon | Nyíregyháza, Vasgyári utca      | 1928         | neoklasszicista |                                              |
|     | Miskolci Postapalota                                        | Miskolc, Kazinczy Ferenc u. 16. | 1936–1937    | neobarokk       |                                              |
|     | Tűzoltóság                                                  | Gyöngyös                        | n. a.        | neobarokk       |                                              |
|     | Gyakorlóiskola                                              | Szeged                          | n. a.        | neobarokk       |                                              |

### ismeretlen építészek alkotásai
| Kép | Név                           | Helyszín                               | Építés ideje | Stílusirányzat | Megjegyzés |
| --- | ----------------------------- | -------------------------------------- | ------------ | -------------- | ---------- |
|     | Székkutasi református templom | Székkutas, Erkel Ferenc u. 21.         | 1925–1926    | neoromán       |            |
|     | Zalaegerszeg vasútállomás     | Zalaegerszeg, Bajcsy-Zsilinszky tér 1. | 1926         | neoromán       |            |
|     | Kenderes vasútállomás         | Kenderes                               | 1931         | neobarokk      |            |
|     | Szentes vasútállomás          | Kenderes                               | 1931         | neobarokk      |            |
|     | Békéscsaba vasútállomás       | Kenderes                               | 1931         | neobarokk      |            |
|     | Balatonföldvár megállóhely    | Kenderes                               | 1931         | neobarokk      |            |
|     | Bélatelep megállóhely         | Kenderes                               | 1931         | neobarokk      |            |

## Egyéb hivatkozások
- Építészetünk a két világháború között In: szerk. Kollega Tarsoly István, Bekény István, és Dányi Dezső: Magyarország a XX. században, Babits Kiadó, Szekszárd, 1996–2000, ISBN 963-9015-08-3, III. kötet, 1998, 133-144. o.
- Új eklektikus irányzatok In: Pamer Nóra: Magyar építészet a két világháború között, Műszaki Könyvkiadó, Budapest, 1986, ISBN 963-10-6505-7, 11-39. o.
- Déry Attila – Merényi Ferenc: Magyar Építészet 1867–1945, Urbino Kft., Szekszárd, 2005, ISBN 963-00-3490-5, 173-195. o.
- Kiss Attila: Az új historizmus In: Bolla Zoltán: Újlipótváros építészete 1861–1945. Budapest: Ariton Kft. 2019.  ISBN 9786150058528 , 41-43. o.